# Лауреана Чиленто
Лауреана Чиленто је насеље у Италији у округу Салерно, региону Кампанија.
Према процени из 2011. у насељу је живело 177 становника. Насеље се налази на надморској висини од 405 м.

## Становништво
| 1951. | 1961. | 1971. | 1981. | 1991. | 2001. | 2011. |
| ----- | ----- | ----- | ----- | ----- | ----- | ----- |
| 2.074 | 1.863 | 1.951 | 1.083 | 1.105 | 1.093 | 1.151 |